# فريق كاترهام
فريق كاترهام إف1 (بالإنجليزية: Caterham F1 Team)‏ فريق فورمولا 1 ماليزي الجنسية مركزه في المملكة المتحدة. ينافس الفريق للمرة الأولى تحت اسم كاترهام في موسم 2012 حيث كان اسمه السابق فريق لوتس في 2011 تبع هذا تملك شركة تصنيع السيارات البريطانية كاترهام وذلك من قبل مدير الفريق توني فيرناندز وقيامه بتشكيل مجموعة كاترهام وكاترهام ريسينغ كفريق ينافس ضمن بطولة جي بي 2 منذ 2011.

## التاريخ

### الخلفية
فريق فيرنادز دخلت بطولة الفورمولا 1 في عام 2010 تحت اسم فريق لوتس، حيث تم استخدام اسم لوتس بترخيص من مجموعة لوتس. عندما قامت شركة بروتون (شركة السيارات) الماليزية التي هي الشركة الأم لشركة لوتس بسحب الترخيص من فرنانديز، شكل فريق لوتس الخاص به وشارك بالفريق في موسم 2011 لكن بعد دعاوى قضائية ضده من قبل شركة لوتس اضطر إلى شراء شركة كاترهام لصناعة السياراة ليتقدم في شهر نوفمبر 2011 بطلب المشاركة في الفورمولا 1 بعد ان غير اسم الفريق من لوتس إلى كاترهام ليشارك بموسم 2012, بينما قام فريق رينو بتغيير اسمه إلى فريق لوتس.
تم الحصول على موافقة الاتحاد الدولي للسيارات قبل الاجتماع الدوري للمجلس، انها الفريق موسم 2011 في المركز العاشر ببطولة المصنعين وذلك بوقوع الفريق في المركز الثالث عشر في ثلاث مناسبات اثنتان منها بفضل ترولي والثالثة بفضل كوفالاينين

### موسم 2012

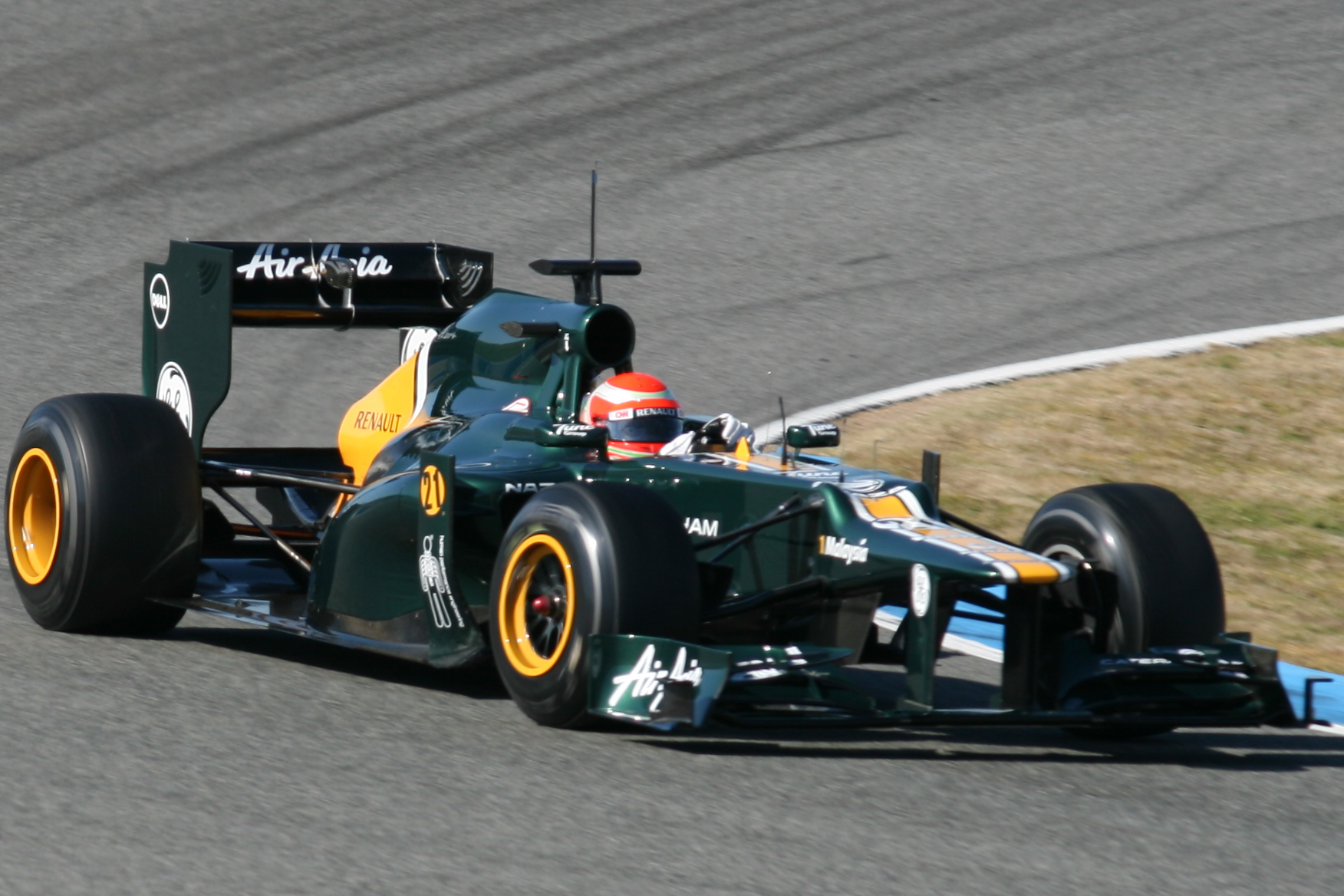
شارك جارنو ترولي في تجارب الفريق في شهر فبراير 2012 لكن تم استبداله لاحقاً بالسائق الروسي فيتالي بيتروف

جدد ترولي وكوفالاينن عقديهما مع الفريق تحت اسمه الجديد «كاترهام» للمشاركة في موسم 2012.
في شهر يناير 2012, أعلن الفريق عن انتقال مركز إلى ليفيلد في المملكة المتحدة. حيث صمم الفريق سيارته «كاترهام CT01» لتكون أول سيارة يصممها تحتوي على نظاك الكيرس.
في فبراير 2012, تم الإعلان عن التوقع مع السائق الروسي فيتالي بيتروف ليحل محل السائق ترولي.
تولى مارك سميث الإدرة التقنية في الفريق ابتداءً سباق جائزة الصين الكبرى 2012.
بدت سيارت الفريق في بداية الموسم أبطئ مما هو متوقع، لكن تمكن الفريق من الحصول على بعض السرعة فضل سائقه كوفالاينن الذي تمكن من العبور إلى جولة التأهل الثانية في جائزة البحرين الكبرى حيث تمكن حينها من اقصاء مايكل شوماخر. في سباق جائزة موناكو الكبرى تمكن كوفالاينن من تحقيق أفضل نتيجة للفريق بحلوله في المركز الثالث عشر.

## نتائج الفريق الكاملة
| السنة | الهيكل       | المحرك            | الإطارات | السائقون        | 1     | 2   | 3   | 4   | 5   | 6     | 7   | 8   | 9      | 10  | 11  | 12  | 13  | 14  | 15  | 16  | 17  | 18  | 19               | 20  | النقاط | المركز      |
| ----- | ------------ | ----------------- | -------- | --------------- | ----- | --- | --- | --- | --- | ----- | --- | --- | ------ | --- | --- | --- | --- | --- | --- | --- | --- | --- | ---------------- | --- | ------ | ----------- |
| 2012  | كاترهام CT01 | رينو RS27-2012 V8 | بيريللي  |                 | AUS   | MAL | CHN | BHR | ESP | MON   | CAN | EUR | GBR    | GER | HUN | BEL | ITA | SIN | JPN | KOR | IND | ABU | الولايات المتحدة | BRA | 0*     | الحادي عشر* |
| 2012  | كاترهام CT01 | رينو RS27-2012 V8 | بيريللي  | هيكي كوفالاينين | انسحب | 18  | 23  | 17  | 16  | 13    | 18  | 14  | 17     | 19  | 17  | 17  | 14  | 15  | 15  | 17  | 18  |     |                  |     | 0*     | الحادي عشر* |
| 2012  | كاترهام CT01 | رينو RS27-2012 V8 | بيريللي  | فيتالي بيتروف   | انسحب | 16  | 18  | 16  | 17  | انسحب | 19  | 13  | لم ينه | 16  | 19  | 14  | 15  | 19  | 17  | 16  | 17  |     |                  |     | 0*     | الحادي عشر* |

* الموسم الجاري.

## وصلات خارجية
الموقع الرسمي للفريق